# Режим одного користувача
Режим одного користувача — такий режим роботи операційної системи, в якому ніхто не може зареєструватися в системі, окрім користувача з адміністративними повноваженнями (root у Unix-подібних ОС) з системної консолі. Цей користувач розпоряджається всіма доступними ресурсами операційної системи.
Цей режим використовується системними адміністраторами для виконання обслуговування системи, або виправлення збоїв в системі, які неможливо виконати в звичайному режимі, наприклад, виконання fsck в каталозі користувачів.
Працюючу систему можна перевести в режим одного користувача за допомогою команди telinit з параметром 1. Дана команда переведе систему на інший рівень виконання.

## Завантаження в режимі одного користувача
FreeBSD:
```
       boot -s
```

Solaris:
```
       stop+a
       bo: boot -s
```

Linux:
```
       left-alt для lilo
       boot: init=/bin/sh
```

UnixWare:
```
       [boot] INITSTATE=s
       go
```